# 巴甫利夫卡战役
巴甫利夫卡战役又稱巴甫利夫卡保衛戰，是在2022年俄羅斯全面入侵烏克蘭中的一场战役，发生在巴甫利夫卡村及附近地區。在四月中，俄罗斯对扎波羅熱州的攻势停滞后，该村一直活跃在前线。在接下来的几个月里，它曾今多次易手。2022年10月29日上午，俄罗斯联邦武装部队对该村发动大规模攻势，试图夺取武赫萊達爾。11月14日，俄罗斯联邦国防部报告占领了该镇。

## 背景
巴甫利夫卡位于武赫萊達爾以南，武赫萊達爾是一个重要制高点，使乌克兰军队能够用常规 152/155 毫米火炮炮击沃爾諾瓦哈，这是俄罗斯空军在顿涅茨克州中南部的重要铁路和补给中心。在俄罗斯入侵乌克兰的初期，俄罗斯军队占领了沃尔诺瓦哈 ，使他们能够猛攻沃尔诺瓦哈和马里乌波尔之间的广阔地区，同时还向北推进并到达 巴甫利夫卡 和 Kashlahach 河。 乌克兰军队撤退到武赫萊達爾，前线自此停滞不前。
6月21日，乌克兰军队发动局部反击，以最小的伤亡收复了巴甫利夫卡和米基尔斯克。第二天，乌克兰军队也夺回了舍甫切科，并于27日到达叶霍里夫卡。此后，俄罗斯军队开始侵占该镇的南郊，但直到10月下旬才爆发激烈的战斗。领导反击的高级中尉安德烈·米赫海琴科声称，俄罗斯军队在接下来的几天里试图收复失地，但最终被击退。

## 战斗
10月28日至29日夜间，俄罗斯军队对武赫萊達爾以南的小镇巴甫利夫卡发动了大规模攻势。在袭击中，该镇的东南部被俄罗斯士兵占领，整个城镇成为乌克兰和俄罗斯军队的争夺地。亲俄罗斯的消息来源提出了不同的说法，从俄罗斯对该镇的一半控制权到完全控制权不等，尽管这些说法在当时都无法得到独立核实。11月1日，战斗愈演愈烈，乌克兰军队守卫着卡什拉加奇河附近的巴甫利夫卡北部。 
11月3日，俄羅斯第155海軍步兵旅伤亡惨重。该旅的指挥官发布了一段视频，向NIB原所在的滨海边疆区州长求助，因为该旅在过去四天里伤亡了300人，超过其人力的十分之一。 到11月14日，俄罗斯军队声称他们占领了巴甫利夫卡。一些俄罗斯反对派媒体声称，第 155 旅的 120 名俄罗斯军人中有 19 人在巴甫利夫卡战役中幸存下来。

## 分析
11月27日，英国国防部声称俄罗斯和乌克兰都有大量部队投入到这一领域，俄罗斯海军步兵伤亡惨重。它声称该地区仍然存在激烈的竞争，部分原因可能是俄罗斯评估该地区有潜力成为未来向北推进以夺取乌克兰控制的顿涅茨克州剩余地区的发射点。然而，国防部认为，俄罗斯不太可能集中足够的优质力量来实现作战突破。

## 後續武赫萊達爾攻势
2023年1月24日，俄罗斯消息人士广泛报道称，俄罗斯军队在武赫萊達爾周围发动了攻势，太平洋舰队第 155 海军步兵旅的部队突破了武赫萊達爾地区的乌军防线，并向巴甫利夫卡北部和米基利斯凱西部推进。次日，乌克兰军方证实了这一企图。 